# Sjachtarstadion
Het Sjachtarstadion  (Oekraïens: Центральний стадіон «Шахтар») is een multifunctioneel stadion in Donetsk, een stad in Oekraïne.
In het stadion is plaats voor 31.718 toeschouwers. Het stadion werd geopend op 5 september 1936. Het werd gerenoveerd in 1950, 1966, 1981 en 2000. Op 15 oktober tijdens de wedstrijd tussen Sjachtar Donetsk en Tavrija Simferopol vond er een explosie plaats in het stadion waarbij meerdere personen omkwamen, waaronder de Oekraïense zakenman, voorzitter van de club Alexander Bragin. Hij zou banden hebben met het criminele milieu. De wedstrijd werd stilgelegd en uitgesteld naar een latere datum.
Het stadion wordt vooral gebruikt voor voetbalwedstrijden, de voetbalclub FK Sjachtar Donetsk maakte tussen 1936 en 2004 gebruik van dit stadion. Ook Metaloerh Donetsk maakt er wel eens gebruik van.

## Interlands
| Voetbalinterlands | Voetbalinterlands | Voetbalinterlands        | Voetbalinterlands | Voetbalinterlands    | Voetbalinterlands |
| №                 | Datum             | Wedstrijd                | Uitslag           | Competitie           | Toeschouwers      |
| ----------------- | ----------------- | ------------------------ | ----------------- | -------------------- | ----------------- |
| 1                 | 20 augustus 2003  | Oekraïne – Roemenië      | 0–2               | Vriendschappelijk    |                   |
| 2                 | 6 september 2003  | Oekraïne – Noord-Ierland | 0–0               | EK 2004 kwalificatie | 25.000            |